# 蛋糕數

蛋糕數在數學上，被表示成Cn，是三維空間被n個平面分割出的區域的最大數目。蛋糕數可以想像每個分區是一個平面通過一個立方體，就像是刀子的平面切過立方體的蛋糕。
Cn的前幾個值（n ≥ 0）：1, 2, 4, 8, 15, 26, 42, 64, 93, … 
三維的蛋糕數類似於二維的順序，連續蛋糕數的之間差異也給出了順序。

## 通式
如果n！表示階乘，我們表示成二項式係數：
{\displaystyle {n \choose k}={\frac {n!}{k!\,(n-k)!}},}
並且我們假設n個平面分割立方體，則
{\displaystyle C_{n}={n \choose 3}+{n \choose 2}+{n \choose 1}+{n \choose 0}={\frac {1}{6}}(n^{3}+5n+6).}